# Silba flavitarsis
Silba flavitarsis är en tvåvingeart som beskrevs av Macgowan 2004. Silba flavitarsis ingår i släktet Silba och familjen stjärtflugor.
Artens utbredningsområde är Taiwan. Inga underarter finns listade i Catalogue of Life.